# Calbert Cheaney
Calbert Nathaniel Cheaney (* 17. Juli 1971 in Evansville (Indiana)) ist ein US-amerikanischer Basketballtrainer und ehemaliger -spieler.

## Werdegang
Als Heranwachsender betrieb Cheaney neben Basketball auch American Football, Baseball und Leichtathletik. In der Saison 1988/89 zog er sich als Spieler der Basketballmannschaft der William Henry Harrison High School einen Knochenbruch im Fuß zu. Das hinderte ihn nicht daran, in der Folgespielzeit 1989/90 an der Indiana University sofort Stammspieler zu sein. Bis 1993 bestritt Cheaney 132 Spiele für die von Trainer Bob Knight betreute Hochschulmannschaft, in 130 gehörte er der Anfangsaufstellung an. Er schloss seine vier NCAA-Jahre mit einem Mittelwert von 19,8 Punkten je Begegnung ab. Der Linkshänder stellte mit insgesamt 2613 erzielten Punkten eine Bestmarke sowohl für die Mannschaft der Indiana University als auch die Big Ten Conference auf. Cheaney wurde in der Saison 1992/93 als bester Spieler der ersten NCAA-Division ausgezeichnet. Im Sommer 1991 gewann er mit der US-Auswahl die Goldmedaille bei der Universiade in Sheffield.
Die Washington Bullets wählten Cheaney 1993 beim NBA-Draftverfahren aus. Die Saison 1994/95 (16,6 Punkte, 4,1 Rebounds/Spiel) wurde Cheaneys bestes Spieljahr in der NBA. Insgesamt brachte er es bis 2006 auf 833 Einsätze in der nordamerikanischen Liga, die meisten davon für Washington.
In der Saison 2009/10 gehörte Cheaney zum Mitarbeiterstab der Geschäftsstelle der Golden State Warriors und war 2010/11 Assistenztrainer der Mannschaft. 2011 kehrte er an die Indiana University zurück, war zunächst für die organisatorischen Mannschaftsabläufe und 2012/13 dann für die Spielerentwicklung zuständig. Im August 2013 wechselte Cheaney als Assistenztrainer an die Saint Louis University und war bis 2016 in diesem Amt tätig. 2018 wurde er Assistenztrainer der Erie BayHawks in der NBA G-League. 2020 wechselte er ebenfalls als Assistenztrainer zu den Indiana Pacers in die NBA. Im Juli 2023 kehrte Cheaney an die Indiana University zurück und wurde dort für die Spielerentwicklung zuständig.
Mit seiner Ehefrau Yvette hat Cheaney eine Tochter und einen Sohn.